# Obrezovanje drevja
Obrezovanje drevja je proces odstranjevanja nadzemeljskih delov dreves. Namen človekovega obrezovanja dreves je nadzorovati in usmerjati njegovo rast, da bi ohranili rastlino zdravo oziroma, da bi povečali količino in kakovost plodov.